# Rivière du Moulin (Saint-Pierre-de-l'Île-d'Orléans)
Pour les articles homonymes, voir Rivière du Moulin.
La rivière du Moulin coule dans la municipalité de Saint-Pierre-de-l'Île-d'Orléans, dans la municipalité régionale de comté (MRC) de L'Île-d'Orléans, dans la région administrative de la Capitale-Nationale, dans la province de Québec, au Canada.
La partie inférieure de cette petite vallée est desservie par le chemin Royale (route 368) qui contourne toute l'Île d'Orléans. Outre la zone à proximité de la route principale, l'agriculture constitue la principale activité économique de cette petite vallée.

## Géographie
La rivière du Moulin prend en zone agricole dans Saint-Pierre-de-l'Île-d'Orléans, au sud d'une zone de marais laquelle est aussi drainée du côté nord par la rivière Pot au Beurre et du côté est par un ruisseau du versant de la rivière Maheu. Ce marais chevauche la limite des municipalités de Sainte-Famille-de-l'Île-d'Orléans et de Saint-Pierre-de-l'Île-d'Orléans. Cette source de la rivière du Moulin est située à 5,9 km à l'ouest de l'embouchure de la rivière Maheu, à 1,8 km à l'est du chenal de l'Île d'Orléans et à 4,4 km au nord-est du centre du village de Saint-Pierre-de-l'Île-d'Orléans.
À partir de cette source, le cours du ruisseau du Moulin descend sur 6,4 km, avec une dénivellation de 106 m, selon les segments suivants :
- 3,6 km vers le sud-ouest en zone agricole avec une faible dénivellation, jusqu'à la route 368 (chemin Royal). Note : Dans Saint-Pierre-de-l'Île-d'Orléans, cette route se distance entre 1,0 km et 1,7 km de la rive, comparativement au reste de l'île ;
- 2,8 km vers le sud-ouest en passant du côté nord-ouest du village de Saint-Pierre et en formant une grande courbe pour se diriger vers l'ouest, avec une dénivellation de 82 m, jusqu'à son embouchure[2].

La rivière du Moulin se déverse sur la rive sud du chenal de l'Île d'Orléans (lequel est relié au fleuve Saint-Laurent) à la hauteur du village de Saint-Pierre-de-l'Île-d'Orléans. À cet endroit, le chenal de l'Île d'Orléans comporte une largeur de 1,3 km. Cette embouchure fait face au centre du village de L'Ange-Gardien.

## Toponymie
Le toponyme « rivière du Moulin » fait référence à un moulin érigé au XVIIe siècle le long de son cours, vraisemblablement dans la partie inférieure. Trois cours d'eau de cette île sont désignés selon l'existence d'un moulin aménagé sur leur cours respectif.
Le toponyme « ruisseau du Moulin » a été officialisé le 8 août 1977 à la Banque des noms de lieux de la Commission de toponymie du Québec.